# Prix d'interprétation masculine du Festival de Cannes

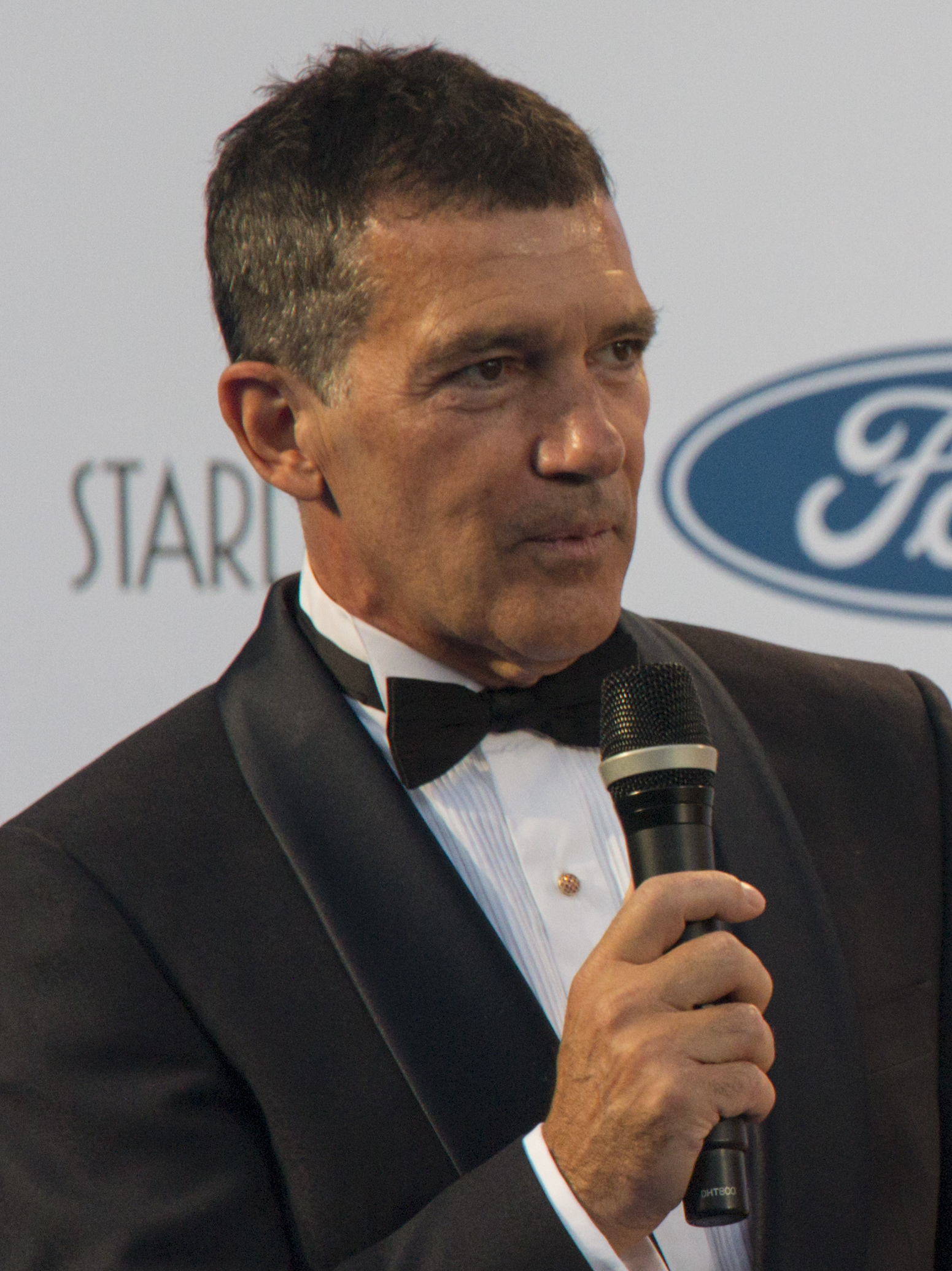
Antonio Banderas en 2019.

Le prix d'interprétation masculine est un des prix attribués par le jury des longs métrages du Festival de Cannes. Il récompense celui qui est jugé meilleur acteur de l'année parmi les films en compétition.

## Palmarès

### Années 1940
- 1946 : Ray Milland pour le rôle de Don Birnam dans Le Poison (The Lost Week-end) de Billy Wilder
- 1947 : Non attribué
- 1948 : Pas de festival
- 1949 : Edward G. Robinson pour le rôle de Gino Monetti dans La Maison des étrangers (House of Strangers) de Joseph L. Mankiewicz

### Années 1950
- 1950 : Pas de festival
- 1951 : Michael Redgrave pour le rôle d'Andrew Crocker-Harris dans L'Ombre d'un homme (The Browning Version) de Anthony Asquith
- 1952 : Marlon Brando pour le rôle d'Emiliano Zapata dans Viva Zapata ! de Elia Kazan
- 1953 : Charles Vanel pour le rôle de Jo dans Le Salaire de la peur de Henri-Georges Clouzot
- 1954 : Non attribué
- 1955 : (ex æquo)
  - Spencer Tracy pour le rôle de John J. Macreedy dans Un homme est passé (Bad Day at Black Rock) de John Sturges
  - Toute la distribution masculine d’Une grande famille (Большая семья, Bolshaya Semya) d'Iossif Kheifitz
- 1956 : Non attribué
- 1957 : John Kitzmiller pour le rôle du sergent Jim dans La Vallée de la paix (Dolina miru) de France Štiglic
- 1958 : Paul Newman pour le rôle de Ben Quick dans Les Feux de l'été (The Long, Hot Summer) de Martin Ritt
- 1959 : Dean Stockwell, Bradford Dillman et Orson Welles pour les rôles de Judd Steiner, Arthur Straus et Jonathan Wilk dans Le Génie du mal (Compulsion) de Richard Fleischer

### Années 1960
- 1960 : Non attribué
- 1961 : Anthony Perkins pour le rôle de Philip Van Der Besh Aimez-vous Brahms… (Goodbye Again) de Anatole Litvak
- 1962 : (ex æquo)
  - Dean Stockwell, Jason Robards et Ralph Richardson pour les rôles de d'Edmund Tyrone, James Tyrone et Jamie Tyrone dans Long voyage vers la nuit (Long Day's Journey Into Night) de Sidney Lumet
  - Murray Melvin pour le rôle de Geoffrey dans Un goût de miel (A Taste of Honey) de Tony Richardson
- 1963 : Richard Harris pour le rôle de Frank Machin dans Le Prix d'un homme (This Sporting Life) de Lindsay Anderson
- 1964 : (ex æquo)
  - Antal Páger pour le rôle d'Vajkay Ákos dans Alouette (Pacsirta) de László Ranódy
  - Saro Urzì pour le rôle de Don Vincenzo Ascalone dans Séduite et Abandonnée (Sedotta e abbandonata) de Pietro Germi
- 1965 : Terence Stamp pour le rôle de Freddie Clegg dans L'Obsédé (The Collector) de William Wyler
- 1966 : Per Oscarsson pour le rôle de Pontus dans La Faim (Sult) de Henning Carlsen
- 1967 : Oded Kotler pour le rôle d'Eli dans Shlosha Yamim Veyeled (שלושה ימים וילד) de Uri Zohar
- 1968 : Arrêté à cause des événements de mai 68
- 1969 : Jean-Louis Trintignant pour le rôle du juge d'instruction dans Z de Costa-Gavras

### Années 1970
- 1970 : Marcello Mastroianni pour le rôle d'Oreste Mardi dans Drame de la jalousie (Dramma della gelosia - tutti i particolari in cronaca) de Ettore Scola
- 1971 : Riccardo Cucciolla pour le rôle de Nicola Sacco dans Sacco et Vanzetti (Sacco e Vanzetti) de Giuliano Montaldo
- 1972 : Jean Yanne pour le rôle de Jean dans Nous ne vieillirons pas ensemble de Maurice Pialat
- 1973 : Giancarlo Giannini pour le rôle d'Antonio Soffiantini dans Film d'amour et d'anarchie (Film d'amore e d'anarchia) de Lina Wertmüller
- 1974 : Jack Nicholson pour le rôle de Billy « Badass » Buddusky dans La Dernière Corvée (The Last Detail) de Hal Ashby
- 1975 : Vittorio Gassman pour le rôle du capitaine Fausto Consolo dans Parfum de femme (Profumo di donna) de Dino Risi
- 1976 : José Luis Gómez pour le rôle de Pascual Duarte dans Pascual Duarte de Ricardo Franco
- 1977 : Fernando Rey pour le rôle de Luis dans Elisa, mon amour (Elisa, vida mía) de Carlos Saura
- 1978 : Jon Voight pour le rôle de Luke Martin dans Le Retour (Coming home) de Hal Ashby
- 1979 : Jack Lemmon pour le rôle de Jack Godell dans Le Syndrome chinois (The China Syndrome) de James Bridges

### Années 1980
- 1980 : Michel Piccoli pour le rôle de Mauro Ponticelli dans Le Saut dans le vide (Salto nel vuoto) de Marco Bellocchio
- 1981 : Ugo Tognazzi pour le rôle de Primo Spaggiari dans La Tragédie d'un homme ridicule (La tragedia di un uomo ridicolo) de Bernardo Bertolucci
- 1982 : Jack Lemmon pour le rôle d'Edmund Horman dans Missing de Costa-Gavras
- 1983 : Gian Maria Volonté pour le rôle de Bernard Fontana dans La Mort de Mario Ricci de Claude Goretta
- 1984 : Alfredo Landa et Francisco Rabal pour les rôles de Paco et Azarías dans Les Saints innocents (Los santos inocentes) de Mario Camus
- 1985 : William Hurt pour le rôle de Luis Molina dans Le Baiser de la femme araignée (Beijo da mulher aranha) d'Héctor Babenco
- 1986 : (ex æquo)
  - Michel Blanc pour le rôle d'Antoine dans Tenue de soirée de Bertrand Blier
  - Bob Hoskins pour le rôle de George dans Mona Lisa de Neil Jordan
- 1987 : Marcello Mastroianni pour le rôle de Romano dans Les Yeux noirs (Oci ciornie) de Nikita Mikhalkov
- 1988 : Forest Whitaker pour le rôle de Charlie Parker dans Bird de Clint Eastwood
- 1989 : James Spader pour le rôle de Graham Dalton dans Sexe, Mensonges et Vidéo (Sex, Lies & Videotape) de Steven Soderbergh

### Années 1990
- 1990 : Gérard Depardieu pour le rôle de Savinien de Cyrano de Bergerac dans Cyrano de Bergerac, de Jean-Paul Rappeneau
- 1991 : John Turturro pour le rôle de Barton Fink dans Barton Fink de Joel et Ethan Coen
- 1992 : Tim Robbins pour le rôle de Griffin Mill dans The Player de Robert Altman
- 1993 : David Thewlis pour le rôle de Johnny dans Naked de Mike Leigh
- 1994 : Ge You pour le rôle de Xu Fugui dans Vivre ! (活着, Huozhe) de Zhang Yimou
- 1995 : Jonathan Pryce pour le rôle de Lytton Strachey dans Carrington de Christopher Hampton
- 1996 : Daniel Auteuil et Pascal Duquenne pour les rôles de Harry et Georges dans Le Huitième Jour de Jaco Van Dormael
- 1997 : Sean Penn pour le rôle d'Eddie Quinn dans She's So Lovely de Nick Cassavetes
- 1998 : Peter Mullan pour le rôle de Joe Kavanagh dans My Name Is Joe de Ken Loach
- 1999 : Emmanuel Schotté pour le rôle de l'inspecteur Pharaon De Winter dans L'humanité de Bruno Dumont

### Années 2000
- 2000 : Tony Leung Chiu-wai pour le rôle de M. Chow dans In the Mood for Love (花樣年華, Fa yeung nin wa) de Wong Kar-wai
- 2001 : Benoît Magimel pour le rôle de Walter Klemmer dans La Pianiste (Die Klavierspielerin) de Michael Haneke
- 2002 : Olivier Gourmet pour le rôle d'Olivier dans Le Fils de Jean-Pierre et Luc Dardenne
- 2003 : Muzaffer Özdemir et Mehmet Emin Toprak pour les rôles de Mahmut et Yusuf dans Uzak de Nuri Bilge Ceylan
- 2004 : Yūya Yagira pour le rôle d'Akira dans Nobody Knows (誰も知らない, Dare mo shiranai) de Hirokazu Kore-eda
- 2005 : Tommy Lee Jones pour le rôle de Pete Perkins dans Trois enterrements (The Three Burials of Melquiades Estrada, Los tres entierros de Melquiades Estrada) de Tommy Lee Jones
- 2006 : Jamel Debbouze, Samy Naceri, Roschdy Zem, Sami Bouajila et Bernard Blancan pour les rôles de Saïd, Yassin, Messaoud, Abdelkader et le sergent Roger Martinez dans Indigènes de Rachid Bouchareb
- 2007 : Konstantin Lavronenko pour le rôle d'Alex dans Le Bannissement (Изгнание, Izgnanie) d'Andreï Zviaguintsev
- 2008 : Benicio del Toro pour le rôle de Che Guevara dans Che de Steven Soderbergh
- 2009 : Christoph Waltz pour le rôle du colonel Hans Landa dans Inglourious Basterds de Quentin Tarantino

### Années 2010
- 2010 : (ex æquo)
  - Javier Bardem pour le rôle d'Uxbal dans Biutiful de Alejandro González Iñárritu
  - Elio Germano pour le rôle de Claudio dans La nostra vita de Daniele Luchetti
- 2011 : Jean Dujardin pour le rôle de George Valentin dans The Artist de Michel Hazanavicius
- 2012 : Mads Mikkelsen pour le rôle de Lucas dans La Chasse (Jagten) de Thomas Vinterberg
- 2013 : Bruce Dern pour le rôle de Woody Grant dans Nebraska d'Alexander Payne
- 2014 : Timothy Spall pour le rôle de Joseph Mallord William Turner dans Mr. Turner de Mike Leigh
- 2015 : Vincent Lindon pour le rôle de Thierry dans La Loi du marché de Stéphane Brizé
- 2016 : Shahab Hosseini pour le rôle d'Emad Etesami dans Le Client de Asghar Farhadi
- 2017 : Joaquin Phoenix pour le rôle de Joe dans A Beautiful Day (You Were Never Really Here) de Lynne Ramsay
- 2018 : Marcello Fonte pour le rôle de Marcello dans Dogman de Matteo Garrone
- 2019 : Antonio Banderas pour le rôle de Salvador Mallo dans Douleur et Gloire de Pedro Almodóvar

### Années 2020
- 2020 : Pas de festival
- 2021 : Caleb Landry Jones pour le rôle de Nitram dans Nitram de Justin Kurzel
- 2022 : Song Kang-ho pour le rôle de Sang-hyeon dans Les Bonnes Étoiles de Hirokazu Kore-eda
- 2023 : Kōji Yakusho pour le rôle de Hirayama dans Perfect Days de Wim Wenders
- 2024 : Jesse Plemons pour les multiples rôles de Robert, Daniel et Andrew dans Kinds of Kindness de Yórgos Lánthimos
- 2025 : Wagner Moura pour le rôle de Marcelo dans L'Agent secret de Kleber Mendonça Filho.

## Récompenses multiples
2 : Dean Stockwell (1959 et 1962), Marcello Mastroianni (1970 et 1987), Jack Lemmon (1979 et 1982)